# Korntal-Münchingen
Korntal-Münchingen este un oraș din landul Baden-Württemberg, Germania.

## Orașe înfrățite
- Franța: Mirande (Toulouse)
- Belgia: Tubize (Waterloo)

1. ↑   http://www.statistik.baden-wuerttemberg.de/BevoelkGebiet/Bevoelkerung/01515020.tab?R=GS118080 Lipsește sau este vid: |title= (ajutor)